# Liste der Naturdenkmale in Straßberg (Zollernalbkreis)
| Naturdenkmale | Anzahl |
| ------------- | ------ |
| FND           | 0      |
| END           | 6      |
| Gesamt        | 6      |

Die Liste der Naturdenkmale in Straßberg nennt die verordneten Naturdenkmale (ND) der im baden-württembergischen Zollernalbkreis liegenden Gemeinde Straßberg. In Straßberg gibt es insgesamt sechs als Naturdenkmal geschützte Objekte, keines ist ein flächenhaftes Naturdenkmal (FND), alle sind Einzelgebilde-Naturdenkmale (END).
Stand: 29. Juli 2024.

## Einzelgebilde (END)
| Name                           | Bild | Kennung     | Einzelheiten                                          | Position | Fläche Hektar | Datum         |
| ------------------------------ | ---- | ----------- | ----------------------------------------------------- | -------- | ------------- | ------------- |
| Große Tropfsteinhöhle          | BW   | 84170630337 | Straßberg                                             | ⊙        | 0,0           | 29. Okt. 1996 |
| Höfentalhöhlen (3 Höhlen)      | BW   | 84170630338 | Straßberg                                             | ⊙        | 0,0           | 29. Okt. 1996 |
| Straßberger Grotte             | BW   | 84170630348 | Straßberg                                             | ⊙        | 0,0           | 29. Okt. 1996 |
| 1 Buche „Frauenbuche“          | BW   | 84170630186 | Straßberg                                             | ⊙        | 0,0           | 25. März 1935 |
| 1 Fichte „Kandelaberfichte“    | BW   | 84170630188 | Straßberg Nicht mehr in der LUBW-Datenbank vorhanden. | ⊙        | 0,0           | 9. Mai 1950   |
| 1 Haselulme bei der Ortskirche |      | 84170630184 | Straßberg Nicht mehr in der LUBW-Datenbank vorhanden. | ⊙        | 0,0           | 25. März 1935 |
| 1 Linde bei der Marienkapelle  |      | 84170630185 | Straßberg                                             | ⊙        | 0,0           | 25. März 1935 |
| 2 Linden im Höfental           | BW   | 84170630183 | Straßberg                                             | ⊙        | 0,0           | 25. März 1935 |
| Legende für Naturdenkmal       |      |             |                                                       |          |               |               |